# Oskar Freytag
Oskar Freytag ist ein ehemaliger Tischtennisspieler der DDR. Er wurde viermal DDR-Meister.

## Erfolge
Freytag spielte in den 1950er Jahren  bei der BSG Motor Jena, mit der er  1953/54 die DDR-Mannschaftsmeisterschaft gewann. Ein Jahr später wird er nicht mehr in der Jenaer Meistermannschaft aufgeführt. Von 1950 bis 1952 errang er drei Mal in Folge jeweils mit Heinz Schneider den DDR-Meistertitel im Doppel, 1950 wurde er zudem Dritter im Mixed mit Grete Herber.